# 村田町 (名古屋市)
村田町（むらたちょう）は、愛知県名古屋市昭和区の地名。

## 歴史

### 沿革
- 1931年（昭和6年）4月1日 - 中区御器所町の一部により、同区村田町が成立[3]。
- 1937年（昭和12年）10月1日 - 昭和区編入により、同区村田町となる[3]。
- 1939年（昭和14年）10月1日 - 御器所町の一部を編入する[3]。
- 1942年（昭和17年）8月25日 - 御器所町の一部を編入する[3]。また、一部が御器所町に編入される[3]。
- 1972年（昭和47年）8月1日 - 昭和区滝子町・円上町・丸屋町にそれぞれ編入され消滅[3]。